# 어스킨 샌포드
어스킨 샌포드(Erskine Sanford, 1885년 11월 19일 ~ 1969년 7월 7일)은 영화, 라디오, 연극에서 연기하였던 미국의 배우다.
오손 웰스의 머큐리 극단의 멤버 중 한 명이었으며, 웰스가 제작한 영화 몇 편에 출연하였다. 그 중에서 가장 유명한 역할은 시민 케인에서 맡은 신문 편집자 허버트 카터다.